# 북대서양대구
북대서양대구는 북대서양에 서식하는, 대구과의 바닷물고기이다.